# Sophora fernandeziana
Sophora fernandeziana är en ärtväxtart som beskrevs av Carl Skottsberg. Sophora fernandeziana ingår i släktet soforor, och familjen ärtväxter. Inga underarter finns listade i Catalogue of Life.